# Claire Blanche-Benveniste

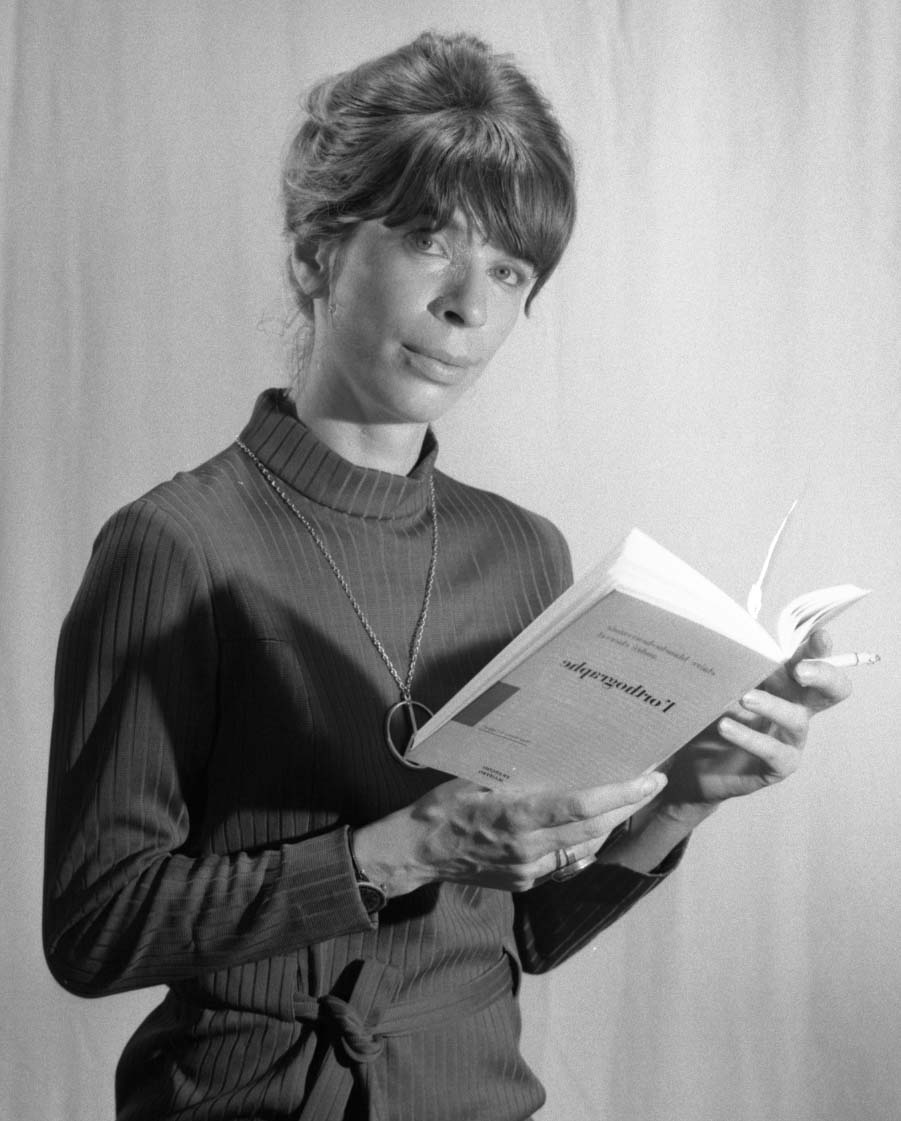
Claire Blanche-Benveniste, 1969

Claire Blanche-Benveniste (* 15. Januar 1935 in Lyon als Claire Benveniste; † 29. April 2010 in Aix-en-Provence) war eine französische Linguistin und Romanistin. Sie lehrte als Professorin für französische Linguistik an der Universität Aix-en-Provence.

## Leben
Claire Blanche-Benveniste studierte Romanische Philologie, insbesondere mittelalterliche Sprach- und Literaturgeschichte, an der Sorbonne bei Robert-Léon Wagner und Jean Boutière. Zusätzlich absolvierte sie ein Forschungsstudium bei Israël S. Révah (Sprachen und Literaturen Südfrankreichs und der Iberischen Halbinsel) und Félix Lecoy (Romanische Philologie) in der historisch-philologischen Sektion der École pratique des hautes études. Sie bestand 1960 die Agrégation (Staatsprüfung für das höhere Lehramt) im Fach Lettres modernes (moderne Sprachen und Literaturen). Drei Jahre verbrachte sie als Assistentin im Libanon (Notre-Dame-Universität – Louaize), danach in Lyon (Universität Lyon II) und Paris.
Als wissenschaftliche Assistentin ging sie 1964 zu Jean Stéfanini an die Abteilung für französische Linguistik der Universität Aix-en-Provence. Mit der Arbeit Recherches en vue d’une théorie de la grammaire française (Forschungen zu einer Theorie der französischen Grammatik) schloss sie 1975 das Doctorat d’État (entspricht etwa einer Habilitation) bei Robert-Léon Wagner an der Universität Paris III (Sorbonne Nouvelle) ab. Anschließend wurde sie in Aix-en-Provence zur Professorin für französische Linguistik ernannt. Von 1994 bis 2002 war sie zusätzlich Directeur d’études an der Ecole pratique des hautes études.

## Rezeption
Schwerpunkt der Forschung von Claire Blanche-Benveniste war das gesprochene Französisch. Zusammen mit José Deulofeu, Colette Jeanjean, Jean Stéfanini und André Valli gründete sie die Forschungsgruppe Groupe aixois de recherches en syntaxe (GARS) und die Zeitschrift Recherches sur le Français Parlé (1977–2003).

## Ehrungen
- 2004 Ritter der Ehrenlegion
- 2007 Ehrendoktor der Universität Löwen

## Schriften
als Autorin
- mit Jean-Claude Chevalier, Michel Arrivé, Jean Peytard: Grammaire Larousse du français contemporain. Larousse, Paris 1964 (Auch: ebenda 2002, ISBN 2-03-532087-9).
- mit André Chervel: L’orthographe. Maspero, Paris 1969 (Nouvelle édition augmentée d’une postface. ebenda 1978, ISBN 2-7071-1054-X).
- Recherches en vue d’une théorie de la grammaire française. Essai d’application à la syntaxe des pronoms. Champion, Paris 1975, ISBN 2-85203-132-9 (Zugleich: Paris, Université Paris III, Dissertation, 1973).
- mit José Deulofeu, Jean Stéfanini, Karel van den Eynde: Pronom et syntaxe. L’approche pronominale et son application au français (= Sociolinguistique. 1). SELAF, Paris 1984, ISBN 2-85297-164-X (2e édition augmentée. ebenda 1987, ISBN 2-85297-202-6).
- mit Colette Jeanjean: Le français parlé. Transcription et édition. Préface de Jacques Monfrin. Didier, Paris 1987, ISBN 2-86400-106-0.
- mit anderen: Le français parlé. Études grammaticales. Centre National de la Recherche Scientifique, Paris 1990, ISBN 2-222-04083-3 (Auch: ebenda 2005, ISBN 2-271-05599-7).
- Approches de la langue parlée en français. Ophrys, Gap u. a. 1997, ISBN 2-7080-0830-7 (Nouvelle édition réactualisée. Ophrys, Paris 2010, ISBN 978-2-7080-1278-3).
- Estudios lingüísticos sobre la relación entre oralidad y escritura (= Colección LeA. 12). Gedisa, Barcelona 1998, ISBN 84-7432-635-4.
- mit Philippe Martin: Le français. Usages de la langue parlée (= Les langues du monde. 3). Peeters, Löwen u. a. 2010, ISBN 978-90-429-2394-2.

als Herausgeberin
- mit anderen: Le Passif. Cercle linguistique d’Aix-en-Provence (= Cercle linguistique d’Aix-en-Provence. Travaux. 2). Publications de l’Université de Provence u. a., Aix-en-Provence u. a. 1984, ISBN 2-85399-092-3.
- mit André Chervel, Maurice Gross: Grammaire et Histoire de la grammaire. Hommage à la mémoire de Jean Stéfanini. Université de Provence, Aix-en-Provence 1988, ISBN 2-85399-200-4.
- mit anderen: EuRom 4. Méthode d’enseignement simultané des langues romanes. La Nuova Italia, Scandicci 1997, ISBN 88-221-2845-1.[2]
- mit André Valli: L’intercompréhension. Le cas des langues romanes (= Le français dans le monde. Recherches et applications. Numéro spécial, janvier 1997). Hachette u. a., Vanves 1997, ISBN 2-84129-164-2.
- mit Christine Rouget, Frédéric Sabio: Choix de textes de français parlé. 36 extraits (= Les français parlés. Textes et études. 5). Champion, Paris 2002, ISBN 2-7453-0553-0.